# Söregöl (Asa socken, Småland)
Söregöl är en sjö i Växjö kommun i Småland och ingår i Mörrumsåns huvudavrinningsområde.